# حصن الحييد (مودية)

تعديل مصدري - تعديل

حصن الحييد هي إحدى قرى عزلة مودية بمديرية مودية التابعة لمحافظة أبين، بلغ تعداد سكانها 19 نسمة حسب تعداد اليمن لعام 2004.